# 法兰克福机场长途车站
法兰克福机场长途車站（德語：Frankfurt am Main Flughafen Fernbahnhof）是一座位于德国黑森州法兰克福机场的铁路车站，主要服务长距离列车，大多数为运行在科隆－莱茵/美茵高速铁路上的城际快车。它是德国最大的机场火车站，每天发送旅客约23000人次，车站每日发送210趟长距离列车，其中185趟为城际快车。该站与林堡南站是德国铁路仅提供提供长途列车服务的两座车站。
该站于1999年与科隆－莱茵/美茵高速铁路一同开通。大多数高速线路开通与2002年，该站位于法兰克福机场北侧，长660米，高45米，拥有一个候车室和售票厅。通过一座越过穿过德国3号高速公路人行天桥天桥与机场连接。
车站正上方的空中广场（Squaire）是一个价值十亿欧元，集办公、酒店娱乐中心和其他设施于一体的商业综合体。临近该站的有法兰克福机场短途车站，通过莱茵-美因城市快铁可通往法兰克福，美因茨，威斯巴登等方向。

## 车站构造和位置
此站行經一個重要的德國高速公路轉換站法蘭克福十字的法蘭克福十字隧道。東行連接法蘭克福火車總站和曼海姆火車總站；而西行則連接Kelsterbacher Spange隧道，是科隆－萊茵/美因高速鐵路高速段之起始點。

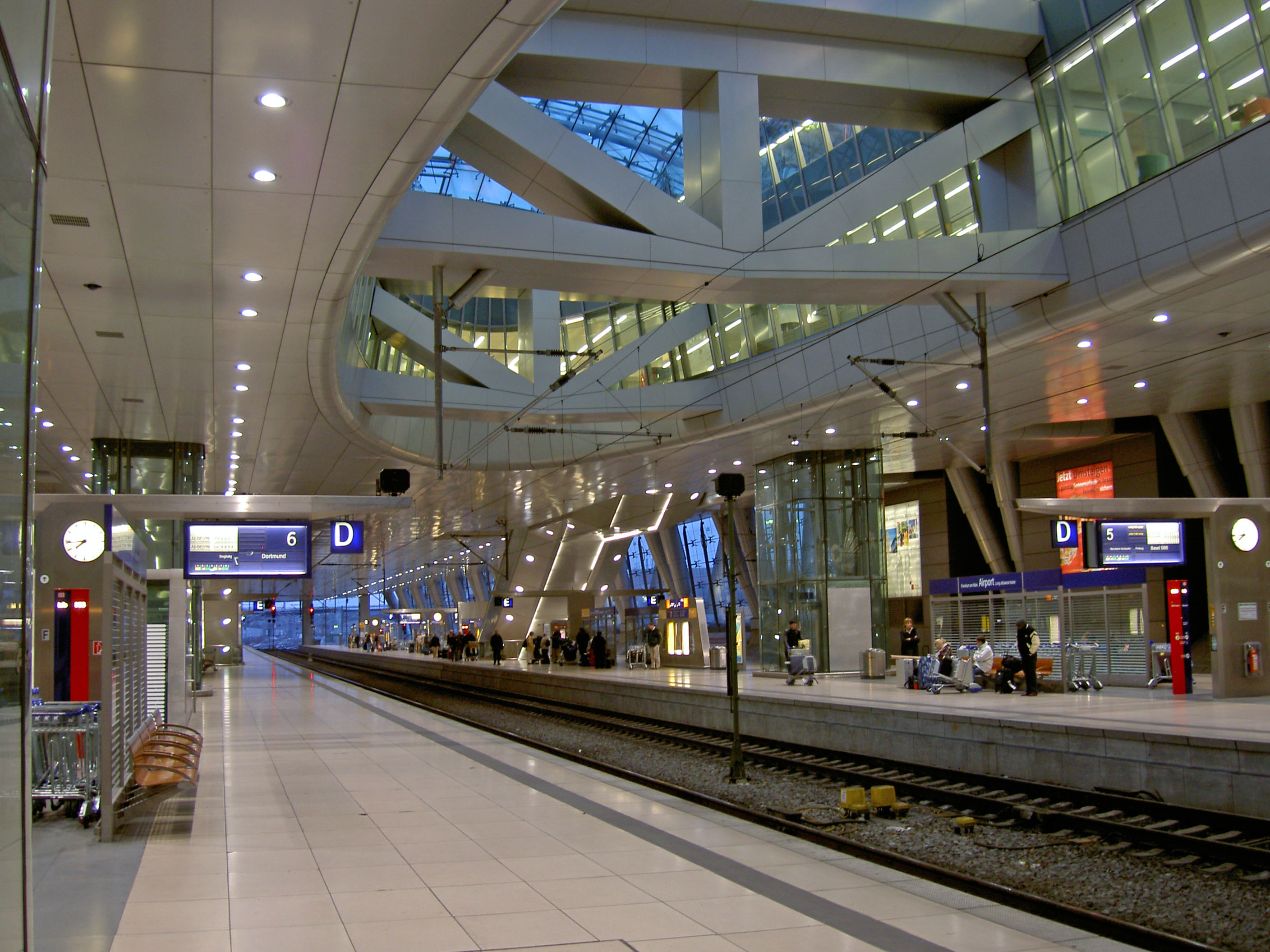
月台上
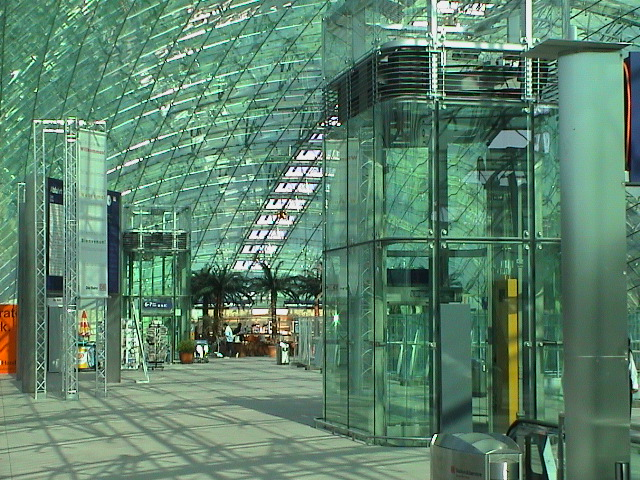
售票廳
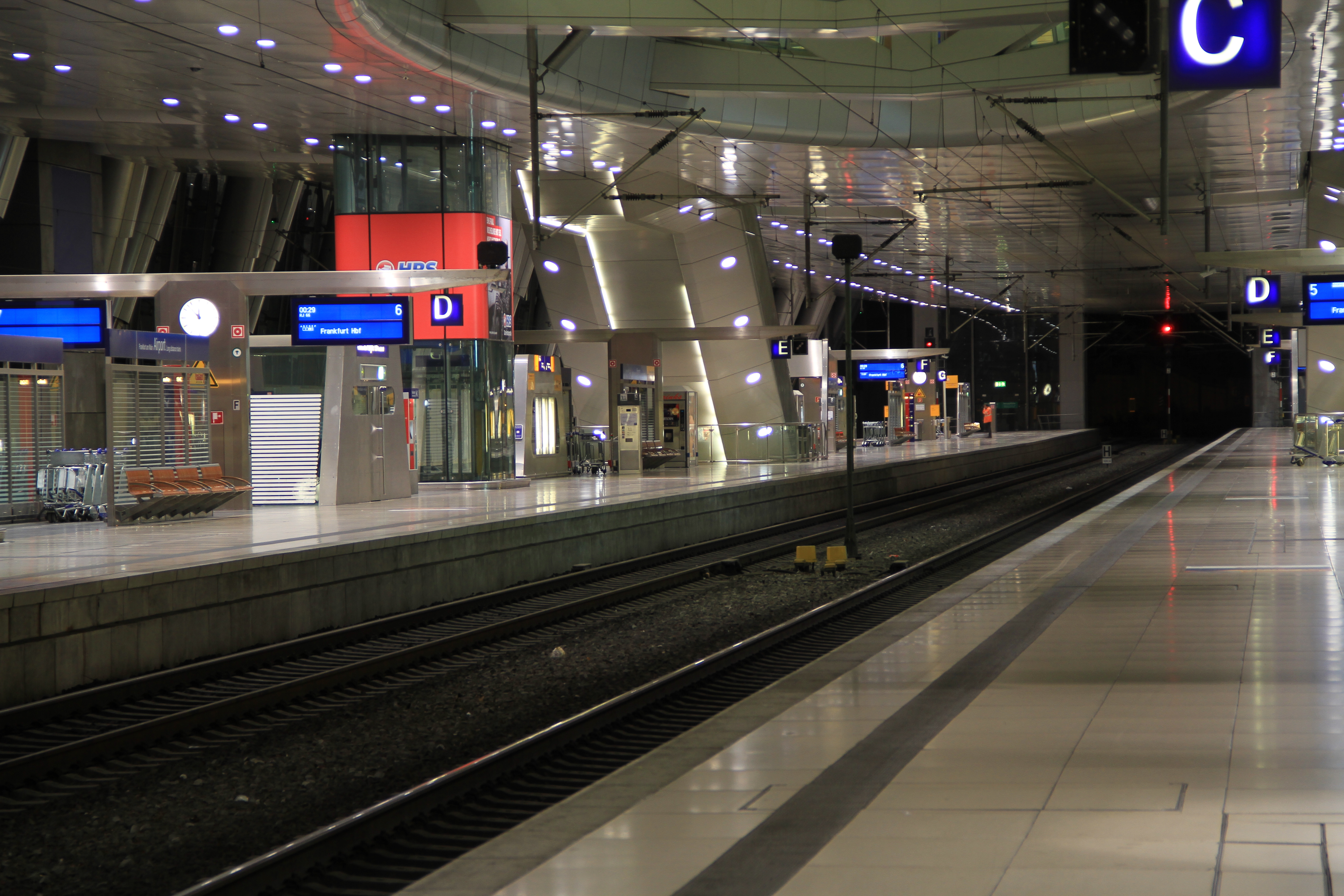
晚上的月台
附近軌道配置
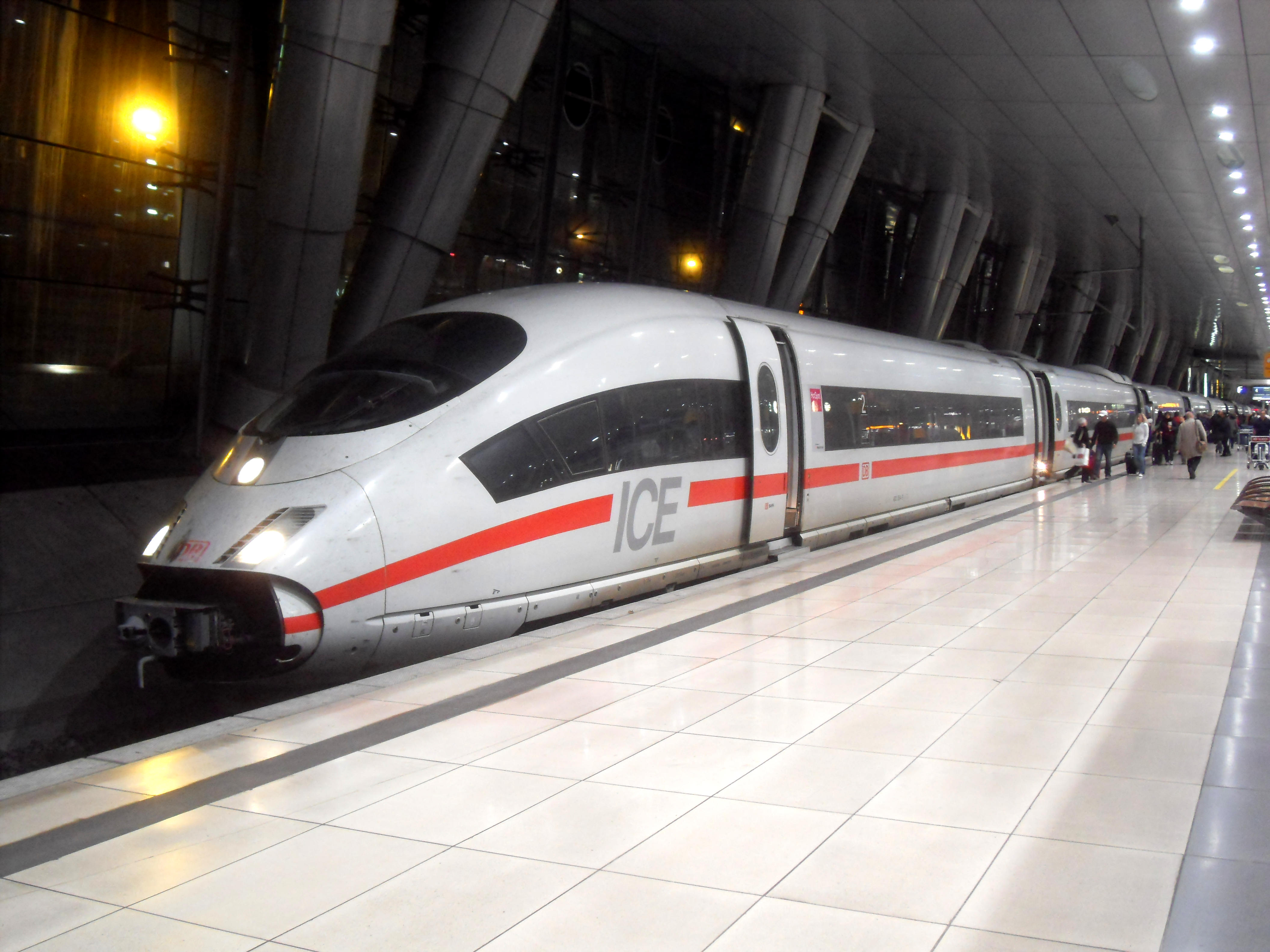
一列ICE-3列車在4號月台上（2009年）